# Mjölkvattnet, Ångermanland
Mjölkvattnet är en sjö i Dorotea kommun och Sollefteå kommun i Ångermanland och ingår i Ångermanälvens huvudavrinningsområde. Sjön har en area på 0,243 kvadratkilometer och ligger 385 meter över havet. Sjön avvattnas av vattendraget Röån.

## Delavrinningsområde
Mjölkvattnet ingår i det delavrinningsområde (709737-154792) som SMHI kallar för Inloppet i Ruskvattnet. Medelhöjden är 410 meter över havet och ytan är 35,14 kvadratkilometer. Det finns inga avrinningsområden uppströms utan avrinningsområdet är högsta punkten. Röån som avvattnar avrinningsområdet har biflödesordning 2, vilket innebär att vattnet flödar genom totalt 2 vattendrag innan det når havet efter 162 kilometer. Avrinningsområdet består mestadels av skog (77 procent) och sankmarker (19 procent). Avrinningsområdet har 0,32 kvadratkilometer vattenytor vilket ger det en sjöprocent på 0,9 procent.